# Англо-эфиопское соглашение (1942)
Англо-эфиопское соглашение 1942 года было подписано в Аддис-Абебе 31 января сроком на два года и положило начало восстановлению дипломатических отношений между Великобританией и Эфиопией. Это был первый международный договор, заключённый освобождённой Эфиопией.

## Переговоры и заключение соглашения
Заключение договора стало возможным после того, как в 1941 году британская армия уничтожила итальянские войска в Восточной Африке и император Хайле Селассие 5 мая 1941 года возвратился в Аддис-Абебу. Соглашению предшествовал англо-эфиопский конфликт, вызванный предпринятыми без оглядки на Великобританию управленческими действиями эфиопского императора сразу после возвращения в страну. В марте 1941 года в Эфиопии был установлен режим британской оккупационной администрации, которому император должен был подчиняться. Однако 11 мая 1941 года Хайле Селассие объявил, без предварительного согласования с британскими военными, о назначении правительства Эфиопии и губернатора столичного региона Эфиопии — Шоа. Под давлением Великобритании эфиопской стороне пришлось отступить, согласившись, что назначенные императором министры будут выполнять роль советников при штаб-квартире британской администрации. В Эфиопии при этом признавали императорское правительство легитимным и правомочным управлять страной.
Указ императора о правительственных назначениях и британский демарш в связи с ним содействовали началу англо-эфиопских переговоров об урегулировании отношений между двумя странами. На переговорах по заключению соглашения император Эфиопии Хайле Селассие выдвинул территориальные требования; хотя его требование о присоединении итальянского Сомали к Эфиопии могло быть лишь тактическим ходом на переговорах, он серьезно относился к возвращению эфиопских территорий в Огадене и аннексии Эритреи. Эти просьбы были проигнорированы британцами, которые выступали за независимость Эритреи и хотели объединить Огаден, итальянское Сомали и британский Сомалиленд в «большое Сомали».
Многомесячные напряженные дискуссии между британским и эфиопским правительствами закончились подписанием 31 января 1942 года соглашения и прилагаемой к нему военной конвенции. От имени Эфиопии соглашение 1942 года подписал император Хайле Селассие, от Великобритании — генерал-майор сэр Филипп Митчелл, главный политический сотрудник высшего командования восточноафриканских сил Великобритании.

## Условия

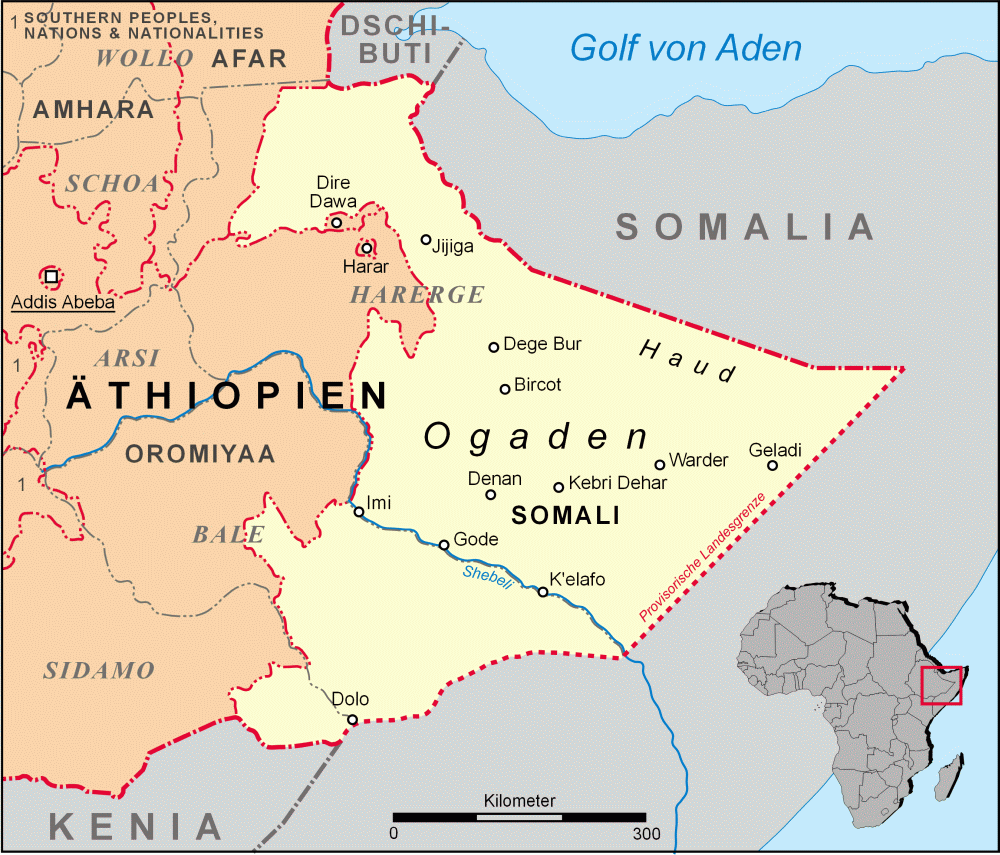
Территория Огадена

По англо-эфиопскому соглашению 1942 года официально отменялись привилегии экстерриториальности, которыми подданные Великобритании обладали в Эфиопии с 1849 года, но в то же время закреплялось привилегированное положение англичан в Эфиопии. Восточная часть страны, включающая в себя провинцию Огаден с плато Хауд и зону, примыкающую к Французскому Сомали («Зарезервированная зона»), перешла под британскую оккупацию, однако при этом в остальной части Эфиопии был упразднён режим британской военной администрации, установленный в марте 1941 года. Введённый в 1941 году британский воинский контингент сохранялся в Эфиопии, согласно формулировке соглашения, «из стратегических соображений и для эвакуации итальянских военнопленных»; британской военной миссии было поручено провести реорганизацию и модернизацию эфиопской армии. Британское правительство назначило своего посла в Эфиопии, который занял особое, привилегированное положение по сравнению с послами других стран. При верховном суде Эфиопии был назначен британский юридический советник. Великобритания предоставила Эфиопии заём и направила в Аддис-Абебу группу чиновников для работы в качестве административных, технических и финансовых советников по восстановлению экономики Эфиопии и налаживанию внутренней жизни страны, в частности по организации полицейских сил. Таким образом, Великобритания подчинила своему влиянию всю экономическую жизнь Эфиопии, в частности, британцы стали контролировать денежное обращение в стране (ими была введена новая валюта в Эфиопии — восточноафриканский шиллинг), её внешнеторговые отношения, так как единственная эфиопская железная дорога Джибути — Аддис-Абеба также перешла под управление Великобритании.

## Значение
Подписание соглашения 1942 года, в котором Великобритания официально признала независимость Эфиопии и согласилась на прекращение оккупации своих войск в большей части страны, означало дипломатический успех Эфиопии. Несмотря на большие уступки Великобритании, благодаря соглашению 1942 года Эфиопия получила определённые возможности для восстановления своей государственности, налаживания хозяйственной жизни, расширения внешнеполитических контактов и в конечном счете для создания прочной внутри- и внешнеполитической базы для укрепления своей независимости.

## Последствия
Впоследствии Великобритания и Эфиопия заключили новое соглашение в 1944 году, которое ограничило время присутствия британских войск в Эфиопии до 1946 года, а также упразднило экономические и дипломатические привилегии Великобритании в Эфиопии. Однако британский воинский контингент был выведен из Эфиопии лишь в 1955 году по англо-эфиопскому соглашению 1954 года.